# 低排出ガス車認定制度
低排出ガス車認定制度（ていはいしゅつガスしゃにんていせいど）とは、自動車の排出ガスからの有害物質の排出が、最新規制値よりどのくらい削減されているか示すための制度である。環境ラベリング制度のひとつ。
自動車が国土交通省による低排出ガス車認定制度の認定を受けると、認定されたことを示すステッカー（低排出ガス車認定ステッカー）がリアウィンドウに貼られる。この認定を受けた自動車は、排出ガスのレベルに応じて、自動車税や自動車取得税を払う際に特例措置（軽減）の対象となる。

## 平成12年排出基準
- 無印（適合車、排ガス記号GH-等）
  - 平成12年排出ガス規制値をクリアした自動車
- 良-低排出ガス認定（G-LEV、排ガス記号TA-等、★）
  - 12年規制適合かつ排ガス25%低減
- 優-低排出ガス認定（E-LEV、排ガス記号LA-等、★★）
  - 12年規制適合かつ排ガス50％低減、後年の17年基準（ABA）値に近い
- 超-低排出ガス認定（U-LEV、排ガス記号UA-等、★★★）
  - 12年規制適合かつ排ガス75％低減、後年の17年基準50％低減（CBA）値に近い

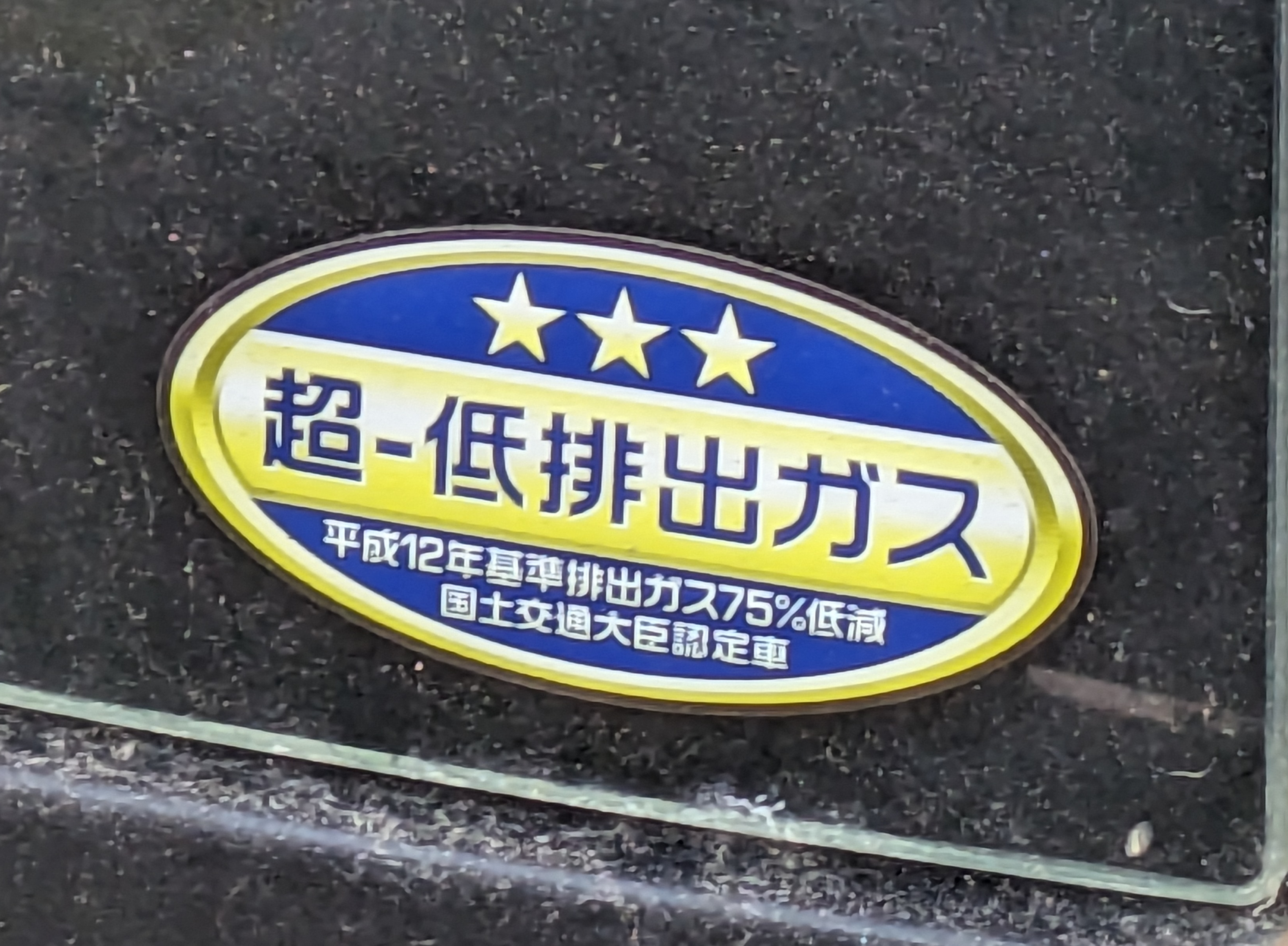
平成12年排出ガス75％低減ステッカー
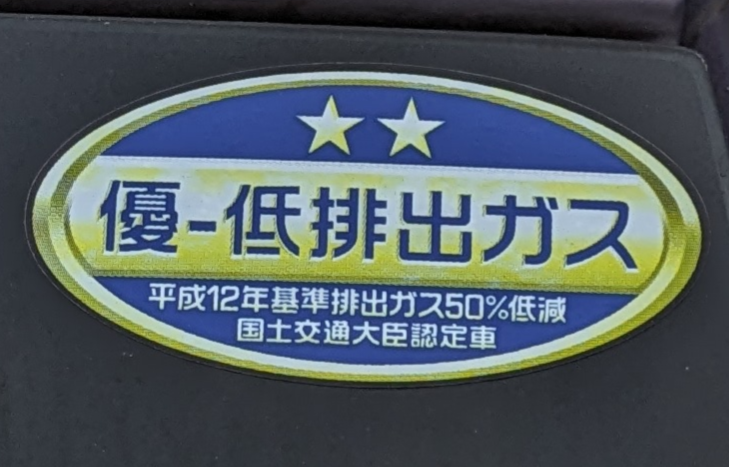
平成12年度排出ガス50％低減ステッカー

## 平成17年排出基準
- 適合（排ガス記号ABA-等、星なし）

- 50%低減レベル（U-LEV、排ガス記号CBA-等、★★★）
  - 排出ガス基準50%低減認定車

- 75%低減レベル（SU-LEV、排ガス記号DBA-等、★★★★）
  - 排出ガス基準75%低減認定車

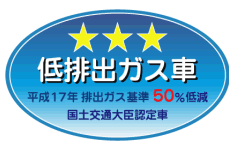
平成17年低排出ガス50％低減ステッカー
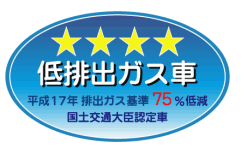
平成17年排出ガス75％低減ステッカー

## 平成30年排出基準
- 適合（排ガス記号3BA-等、星なし）

- 25%低減レベル（排ガス記号4BA-等、★★★）
  - 排出ガス基準25%低減認定車

- 50%低減レベル（排ガス記号5BA-等、★★★★）
  - 排出ガス基準50%低減認定車

- 75%低減レベル（排ガス記号6BA-等、★★★★★）
  - 排出ガス基準75%低減認定車

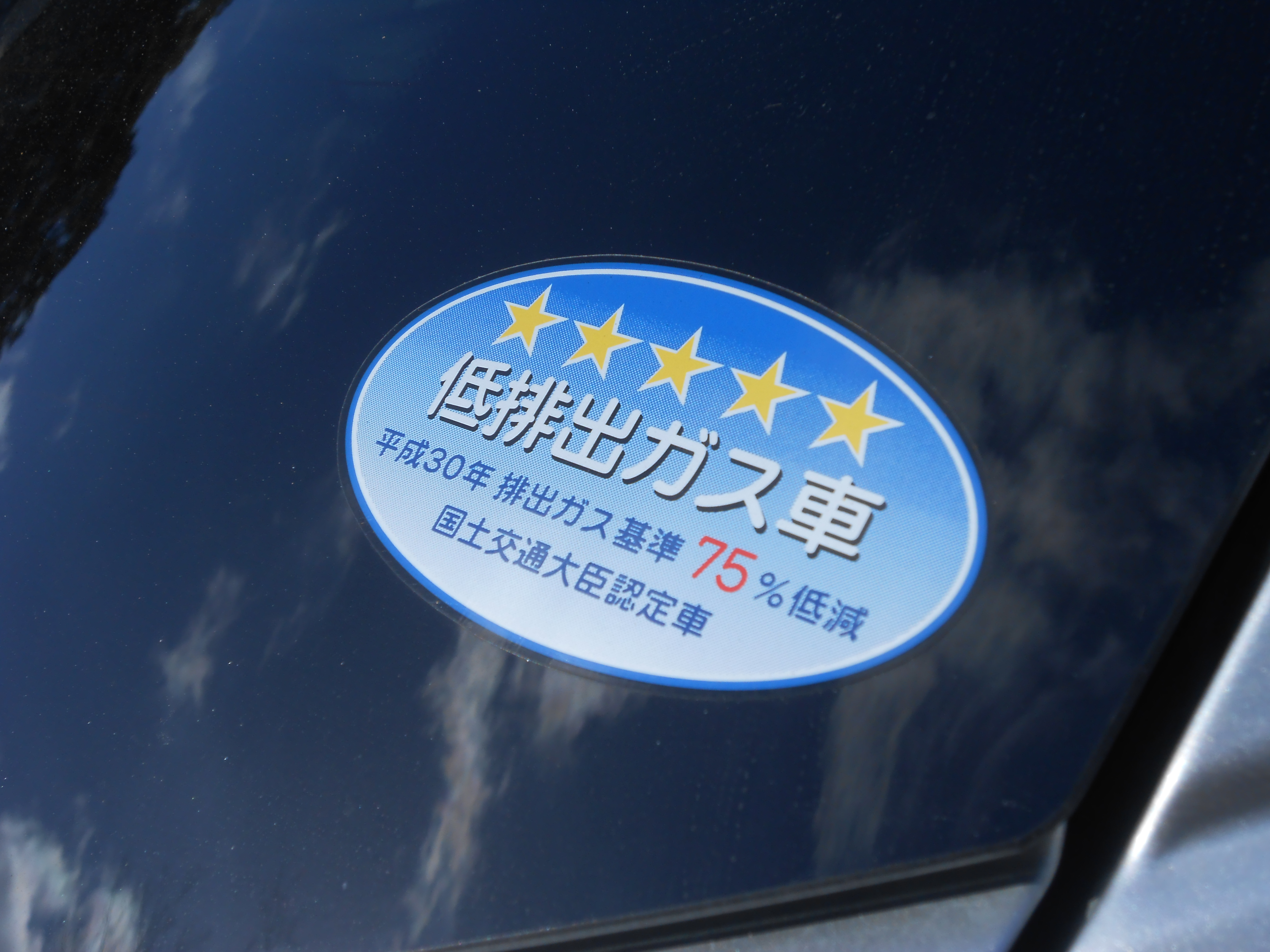
平成30年排出ガス75％低減ステッカー
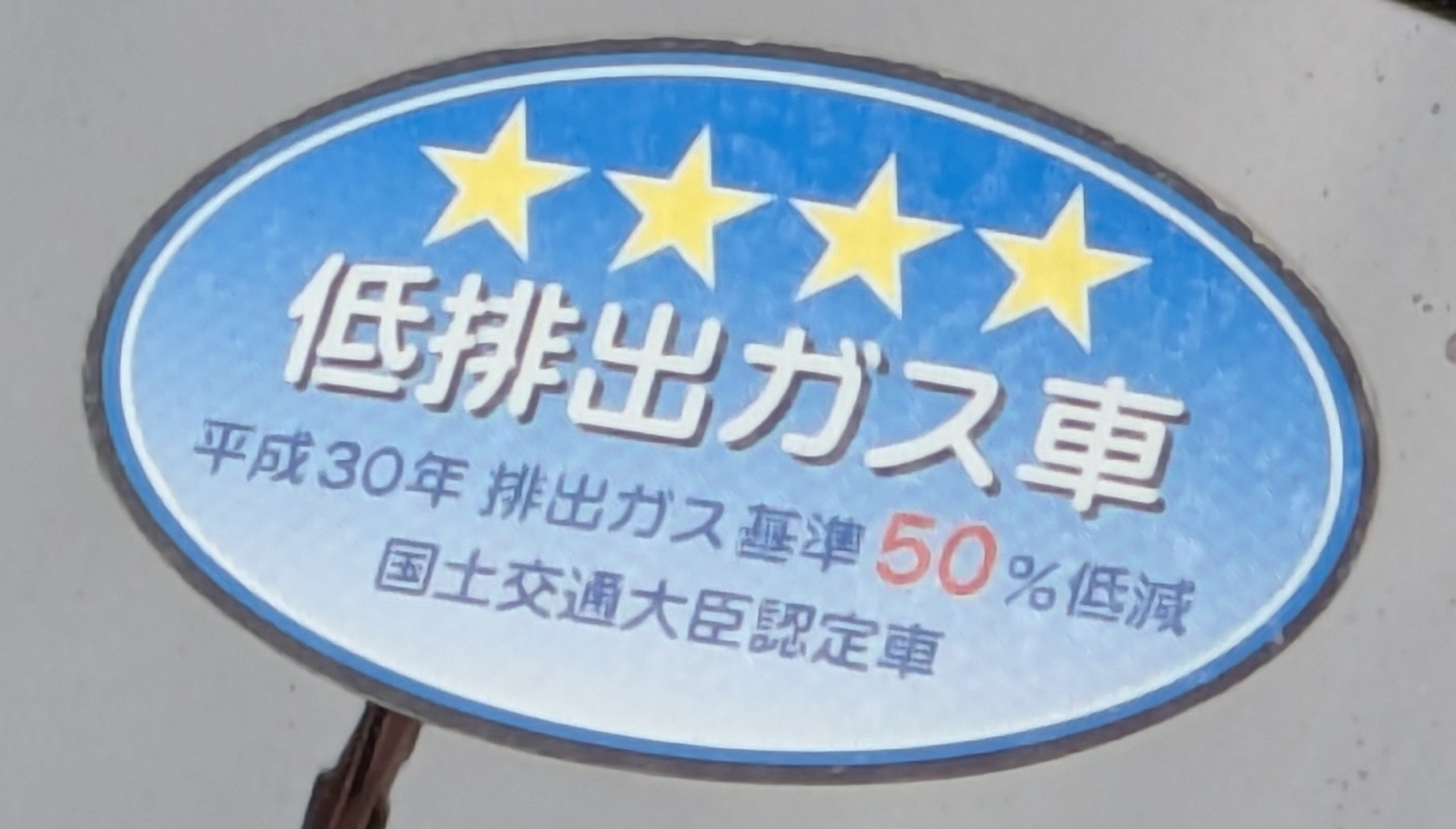
平成30年排出ガス50％削減ステッカー

## エコカー減税
平成21年度(2009年度)税制改正において、自動車重量税・自動車取得税の特例措置（いわゆるエコカー減税）がとられ、環境対応車への買い替え・購入に対する補助金制度が6月19日から実施されている（エコカー補助金）。購入補助金については2008年からの世界同時不況に対する経済対策を含んでおり、経済危機対策が公表された2009年4月10日に遡り、2010年3月31日までに新車登録等をした車が対象になる。補助金については2009年度補正予算に3702億円が計上された。減税措置については「生活防衛のための緊急対策」として一定の環境性能を備えた自動車に対する自動車重量税・自動車取得税の減免措置が取られている（3年間の時限措置）。